# Slavery Abolition Act 1833
Pour un article plus général, voir Abolition de l'esclavage au Royaume-Uni.

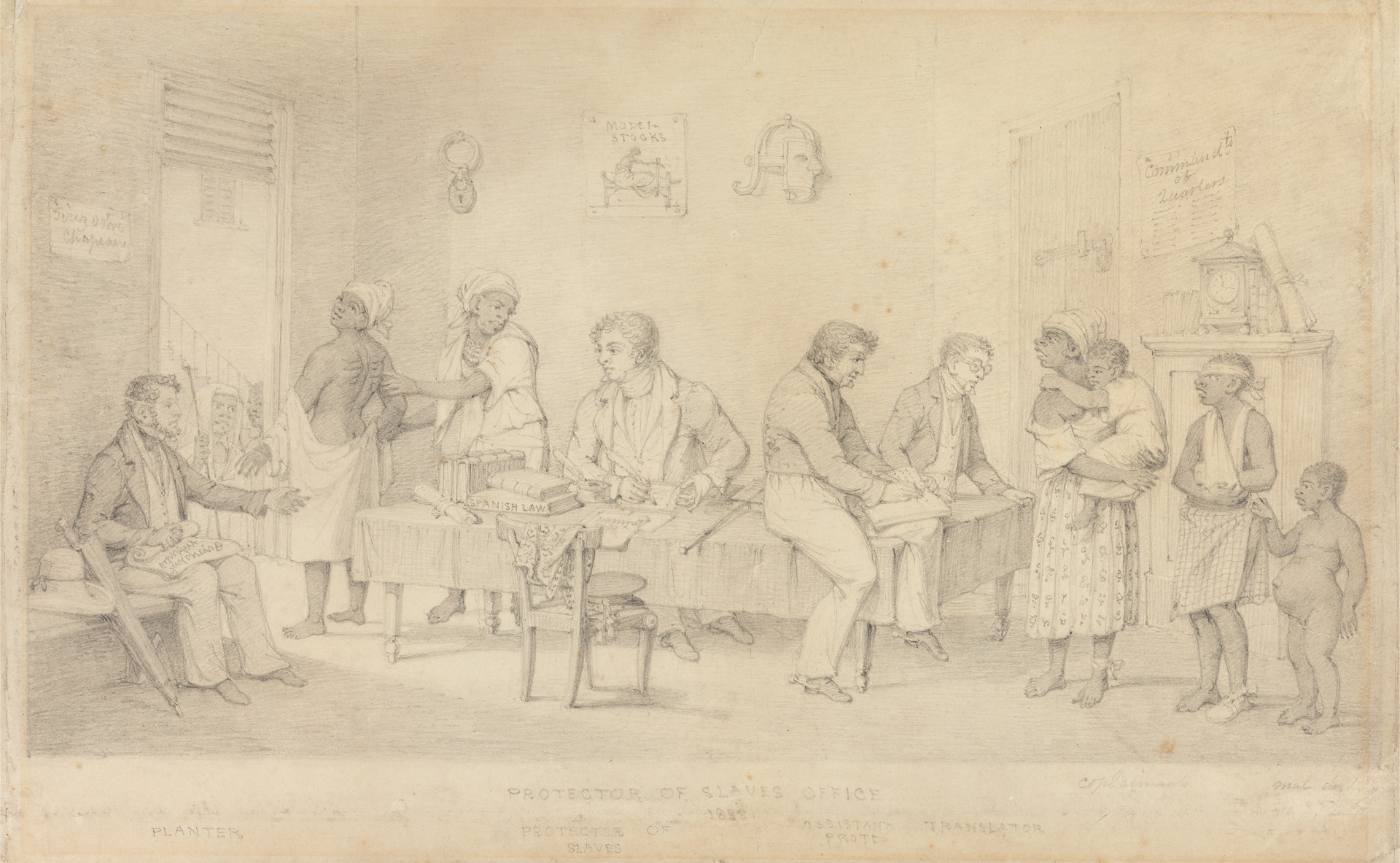
Bureau de protection des esclaves a Trinidad

Le Slavery Abolition Act 1833 (citation 3 & 4 Will. IV c. 73) est une loi du Parlement du Royaume-Uni qui abolit en 1833 l'esclavage dans la plus grande partie de l'Empire britannique, à l'exception des « territoires appartenant à la Compagnie anglaise des Indes orientales » et des « îles de Ceylon et Saint Helena ».

## Une abolition graduelle
En 1833, le flot des pétitions déposées au Parlement britannique réclamant l'abolition de l'esclavage devint particulièrement spectaculaire : le gouvernement en reçut cette année-là plus de 5 000 réunissant au total plus d'un million et demi de signatures. Un consensus se dégagea dès lors pour proclamer l'abolition légale de l'esclavage dans les colonies britanniques. L'Abolition bill, voté par le Parlement britannique le 8 août 1833 fut confirmé le 28 août par le roi Guillaume IV. 
Afin de ne pas provoquer dans les colonies de plantation un choc économique trop brutal - et accessoirement atténuer la sensibilité des Members of Parliament aux arguments antiabolitionnistes des planteurs -, le texte prévoyait une abolition graduelle. Certes, les esclaves disposaient désormais de la liberté juridique en vertu du nouveau texte. Néanmoins, celui-ci ne devait s'appliquer qu'au 1er août 1834, soit près d'un an après son vote, « ce qui laissait le temps aux assemblées locales de planteurs d'envisager les modalités de son entrée en vigueur et allongeait d'autant le délai laissé aux planteurs pour se préparer à la rémunération du travail » comme l'attente de la libération juridique effective des 770 400 esclaves recensés dans les colonies de la Couronne. Surtout, une période dite d'apprentissage (apprenticeship) était imposée aux esclaves de plus de six ans et de moins de soixante ans. Pendant cette période, d'une durée de quatre ans pour les domestiques et de six ans pour les esclaves agricoles, les anciens esclaves devaient fournir à leur ancien maître un travail non rémunéré de quarante heures et demie par semaine, à charge pour ce dernier de leur assurer logement, nourriture, habillement et soins médicaux. Dans le cas de la vente d'une exploitation, les apprentis qui y travaillaient précédemment y restaient attachés. 

## Indemnisation des propriétaires d'esclaves
La loi comportait aussi une clause d'indemnisation des propriétaires : ces derniers perçurent vingt millions de livres sterling, « somme énorme équivalant à peu près à la moitié du budget annuel de la nation », débloquée pour l'essentiel sous forme d'emprunt à la Banque Rothschild, et dont le contribuable britannique finit de rembourser les mensualités en 2015.

## Tensions sociales
La difficulté à s'affranchir des rapports sociaux anciens dans des sociétés coloniales où les anciens esclaves représentaient parfois 85 % de la population totale, tout comme la complexité de mise en œuvre de la législation sur l'apprentissage et les fortes tensions sociales (émeutes, marronnage) poussèrent le bureau des Colonies à avancer le terme de ce système transitoire. Le 1er janvier 1838, l’émancipation des deux catégories d'esclaves, urbains et agricoles, fut proclamée, deux ans avant l'échéance prévue par le texte de 1833 pour les esclaves des plantations. 
On chercha cependant à orienter cette main-d'œuvre désormais salariée vers les grandes cultures commerciales d'exportation plutôt que vers l'exploitation de leur propre lopin de terre, en limitant pour ces catégories de population la surface qu'il était possible de louer ou d'acheter. À ces motivations économiques, cette législation ajoutait des préoccupations politiques : la qualité de propriétaire terrien impliquait en effet celle d'électeur et pouvait même, à partir d'un certain seuil, entraîner l'éligibilité aux assemblées locales. On chercha dans ce cadre à limiter au maximum l'accès éventuel d'anciens esclaves aux responsabilités politiques.